# Arturo Bocchini

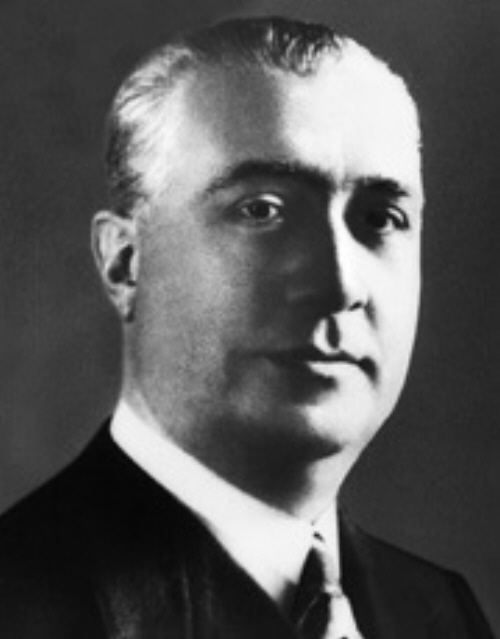
Arturo Bocchini

Arturo Bocchini (* 12. Februar 1880 in San Giorgio la Montagna; † 20. November 1940 in Rom) war ein italienischer Staatsbeamter, der unter dem faschistischen Regime von Benito Mussolini zum Polizeichef ernannt wurde. Bocchini bekleidete dieses Amt von September 1926 bis zu seinem Tod im November 1940 und wurde zu einer Schlüsselfigur des italienischen Faschismus.
Er leitete sowohl die reguläre Polizei (Polizia di Stato) als auch die Geheimpolizei (OVRA), eine umfassende nationale Sicherheitsagentur, die auf allen Ebenen der italienischen Gesellschaft tätig war. Bocchini war nur dem Duce direkt unterstellt und handelte autonom, ohne Einmischung der Nationalen Faschistischen Partei und der Präfekten des Staates. Seine Macht innerhalb der Regierung führte dazu, dass man ihn als den „Vizeduce“ bezeichnete.

## Frühes Leben
Bocchini wurde als letztgeborenes von sieben Kindern des wohlhabenden Gutsbesitzers Ciriaco Bocchini und seiner Frau Concetta Padiglione aus der aristokratischen, aber liberalen Familie Padiglione in San Giorgio La Montagna in der Nähe von Benevento geboren. Nachdem Bocchini 1902 sein Jurastudium an der Universität Neapel Federico II abgeschlossen hatte, trat er in den öffentlichen Dienst ein. Nach der Machtübernahme Mussolinis im Jahr 1922 wurde Bocchini vom stellvertretenden Minister Aldo Finzi zum Präfekten von Brescia (1922–1923), dann von Bologna (1923–1925) und schließlich von Genua (1925–1926) ernannt.

## Nationaler Polizeichef
1926 ernannte Mussolini auf Anraten von Luigi Federzoni (der ihn aus Bologna kannte) Bocchini zum Polizeichef von Rom und de facto zum Leiter der gesamten zivilen Strafverfolgung im faschistischen Italien. Bocchini hatte die Kontrolle über die reguläre Polizia di Stato und die OVRA, die politische Polizei der Nationalen Faschistischen Partei. Trotz seiner politischen Bemühungen blieben die Carabinieri, die nationale Gendarmerie Italiens, unter der Kontrolle der königlichen italienischen Armee. Ab 1933 wurde Bocchini Mitglied des Senato del Regno.
Mussolini betraute ihn mit der Aufgabe, die Ordnung in Italien aufrechtzuerhalten. Zu diesem Zweck erhielt Bocchini ein Höchstmaß an politischem Einfluss und völliger Handlungsfreiheit sowie das Privileg, Mussolini direkt zu unterstehen. Als römischer Polizeichef überwachte Bocchini die Verhaftung und brutale Behandlung vieler prominenter Antifaschisten, wie Antonio Gramsci, der im April 1937 im Alter von 45 Jahren starb.
Seine Machtposition innerhalb des faschistischen Regimes wurde durch seine engen Beziehungen zu seinem deutschen Amtskollegen Heinrich Himmler gestärkt. Bei zwei offiziellen Besuchen, 1936 in Deutschland und 1938 in Italien, trafen Bocchini und Himmler zusammen, um zu koordinieren, wie die OVRA und die Gestapo und der Sicherheitsdienst des Reichsführers SS international zusammenarbeiten konnten, um Informationen auszutauschen und zu sammeln und politische bzw. ideologische Feinde gemeinsam zu verfolgen. Am 1. April 1936 wurde ein deutsch-italienisches Polizeiabkommen unterzeichnet, welches eine weitgehende Zusammenarbeit vereinbarte.

## Tod

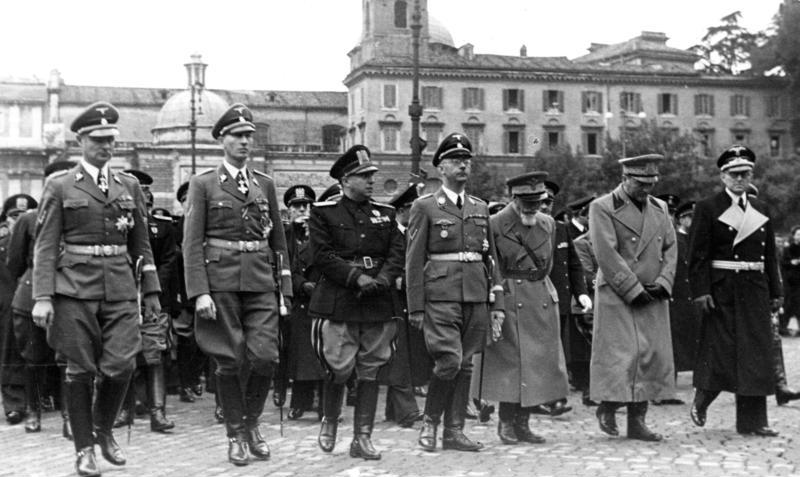
Beisetzung von Arturo Bocchini. Von links nach rechts: SS-Obergruppenführer Karl Wolff, SS-Obergruppenführer Reinhard Heydrich, Adelchi Serena, Reichsführer SS Heinrich Himmler, Marschall Emilio De Bono, Rodolfo Graziani und Botschafter Hans Georg von Mackensen.

Bocchini starb im November 1940 in Rom an einem Schlaganfall. An seiner Beerdigung nahmen namhafte Vertreter der deutschen Polizei und Sicherheitsbehörden teil, darunter Reichsführer-SS Heinrich Himmler, SS-Obergruppenführer Karl Wolff und der Chef des RSHA, SS-Obergruppenführer und General der Polizei Reinhard Heydrich.